# Zygia
Zygia é um género botânico pertencente à família Fabaceae.